# Risön, Skellefteå kommun
Risön är en bebyggelse i Skellefteå kommun, Västerbottens län belägen strax öster om Skellefteå och norr om Skellefteälven. Området avgränsades före 2015 till en småort för att därefter räknas som en del av tätorten Skellefteå.